# Le Bourreau (film)
Pour les articles homonymes, voir Bourreau (homonymie).
Pour plus de détails, voir Fiche technique et Distribution.
Le Bourreau (titre original : El verdugo) est un film coproduit par l'Espagne et l'Italie, réalisé par Luis García Berlanga et sorti en 1963.

## Synopsis
José Luis, un employé des pompes funèbres, rencontre Amadeo, un bourreau en fin de carrière. Ce dernier lui présente sa fille, Carmen. Les jeunes gens se marient et s'installent dans l'appartement que l'Administration accorde à Amadeo. Craignant d'être expulsé, José Luis accepte, non sans mal, de succéder à son beau-père dans ses fonctions. Convoqué à Majorque pour sa première exécution, José Luis jure de ne plus recommencer. Amadeo rétorque : « Moi aussi j'avais dit ça la première fois ! »

## Fiche technique
- Titre du film : Le Bourreau
- Titre original : El verdugo
- Réalisation : Luis García Berlanga
- Assistant réalisateur : Ricardo Muñoz Suay
- Scénario : Rafael Azcona, Luis G. Berlanga, Ennio Flaiano
- Photographie : Tonino Delli Colli - Noir et blanc
- Musique : Miguel Asins Arbó
- Décors : José Antonio de la Guerra
- Montage : Alfonsa Santacana, assistée d'Alicia Castillo
- Production : Nazario Belmar pour Interlagar Films, Naga Films, Zebra Films
- Pays d'origine :  Espagne/ Italie
- Langue originale : Espagnol
- Durée : 91 minutes
- Dates de sortie : 31 août 1963 à la Mostra de Venise ; 17 février 1964 en Espagne ; 16 février 1965 en France
- Affiches : Macario Gómez Quibus (Espagne), Enzo Nistri (Italie)

## Distribution
- José Isbert : Amadeo
- Nino Manfredi : José Luis
- Emma Penella : Carmen
- José Luis López Vázquez : Antonio Rodríguez
- Ángel Álvarez : Álvarez
- Guido Alberti : le directeur de la prison
- María Luisa Ponte : Estefanía
- Manuel Alexandre : le condamné à mort
- Félix Fernández : l'organiste
- María Isbert : Ignacia
- Julia Caba Alba : visiteuse
- Xan das Bolas : gardien
- Alfredo Landa : le sacristain
- Lola Gaos : visiteuse
- Santiago Ontañón : Mr Corcuera, l'universitaire
- José Sazatornil : l'administrateur
- Agustín González
- Sergio Mendizábal : compagnon du marquis
- Chus Lampreave : visiteuse
- Antonio Ferrandis
- José María Prada
- Elena Santonja : fille à la fête du livre

## Récompenses et distinctions
- Prix FIPRESCI à la Mostra de Venise 1963[1]
- Prix spécial de l'Humour noir 1965

## Commentaire
- « Rythmé par le bruit sinistre du collier de fer avec lequel on étrangle les condamnés au garrote »[2], El verdugo est un « tableau emblématique de l'Espagne franquiste, où un homme ordinaire (le fossoyeur José Luis, interprété par Nino Manfredi) se trouve entraîné, sans échappatoire, vers l'horreur. [...] Rafael Azcona et Luis García Berlanga font d'un innocent personnage une victime des plus obscurs mécanismes de l'État - un paradoxe qui leur conféra l'immortalité cinématographique. »[3]
- La censure franquiste fit pression pour interdire la projection du film, mais comme celui-ci était le fruit d'une coproduction avec l'Italie, il fut présenté à la Mostra de Venise en 1963. Là, il obtint une reconnaissance unanime et un prix de la critique. « Le Bourreau représente la quintessence d'un style visuel (celui de Berlanga) et narratif (celui d'Azcona) qui dépeint avec humour l'Espagne de l'époque. »[4]